# Yuecheng Ling
Yuecheng Ling är en bergskedja i Kina. Den ligger i den autonoma regionen Guangxi, i den södra delen av landet, omkring 460 kilometer nordost om regionhuvudstaden Nanning.
Yuecheng Ling sträcker sig 120 km i sydvästlig-nordostlig riktning. Den högsta toppen är Zhenbao Ding, 2 098 meter över havet.
Topografiskt ingår följande toppar i Yuecheng Ling:
- Babu Ling
- Dayun Shan
- Gaogui Shan
- Jinzi Ling
- Shunhuang Shan
- Zhenbao Ding

Genomsnittlig årsnederbörd är 1 833 millimeter. Den regnigaste månaden är maj, med i genomsnitt 273 mm nederbörd, och den torraste är oktober, med 56 mm nederbörd.